# 두 번의 결혼식과 한 번의 장례식
『두 번의 결혼식과 한 번의 장례식』 (두결한장, Two Weddings And A Funeral)은 2012년 6월 21일에 대한민국에서 개봉한 로맨틱 코미디 퀴어 영화로, 게이와 레즈비언이 위장 결혼을 하면서 벌어지는 이야기를 다룬다. 영화 제작자 김조광수의 장편 영화 첫 데뷔작이자 네번째 퀴어 영화이다.
대중적인 인기를 끌지는 않았으나, 10일 동안 32,000명의 관객을 모으며 대한민국에서 상업적으로 가장 성공한 퀴어 영화가 되었다.

## 줄거리
부모의 간섭에 벗어나고 싶은 게이 민수와 아이를 입양하고 싶은 레즈비언 효진은 같은 병원에서 일하는 동료 의사로, 서로의 목적을 이루고자 위장 결혼을 하기로 한다. 효진은 밖에서는 완벽한 신혼 부부의 모습을 보여주지만, 일을 마치면 옆 집에서 애인 서영과 함께 생활한다. 부부의 집에 방문한 민수의 어머니는 쓰이지 않는 부엌 도구들을 석연치 않게 여기지만 대수롭게 여기지 않는다. 민수는 단골 게이바에서 친구들 (민수를 짝사랑하는 티나, 왕언니, 경남, 주노, 영길, 익훈)과 자주 만남을 가지지만, 게이 코러스 (G 보이스)활동에는 아웃팅에 대한 위험 때문에 부담을 느낀다. 집으로 돌아가던 민수는 와이낫의 바텐더로 일하는 석과 마주치게 되고, 서로에게 끌리는 감정을 느낀다. 효진은 민수의 어머니에게 들키지 않기 위해 집에 자신의 흔적을 여러 곳에 남겨 놓고, 아이를 입양하기 위해 민수에게 혼인 신고서를 쓰도록 한다. 하지만 민수는 혼인 신고에는 부담을 느끼고 이를 미룬다. 와이낫에 간 민수는 석이 미국에서 왔으며, 유부남과 사귀다가 헤어진 사실을 알게 되는데, 민수가 단순한 유부남인 줄 알고 있는 석은 그에게 거리를 둔다. 그러던 중, 석은 민수가 계약 결혼을 했다는 사실을 알게 되고, 서로의 마음을 확인한 민수와 석은 관계를 가진 후 동거를 시작한다.
정해둔 아이를 아이를 서둘러 입양해야 할 상황에 놓인 효진은 민수가 혼인 신고를 하지 않은 것을 알고 그를 질책한다. 결국 민수는 미루던 혼인 신고를 끝내고 효진과 함께 보육원에서 입양 절차를 진행하게 된다. 석의 어머니는 석의 동생 준의 결혼을 알리고자 1년 만에 석을 찾아오지만, 준은 형이 게이인 것을 부끄럽게 여기고 약혼자가 알지 못하도록 결혼식에 오지 말라고 요구한다. 석은 민수에게 자신이 게이인 것을 아버지에게 들키고 치료를 받다가 나았다고 거짓말을 하고, 마음에 없는 약혼을 하게 되자 진실을 밝히고 한국으로 돌아왔음을 고백한다. 민수는 석에게 외국으로 떠나자고 말하지만, 석은 쫓겨가듯 떠나기보다는 한국에서 함께 살고 싶다고 말한다.
불쑥 찾아오는 민수의 어머니 때문에 위기가 찾아올뻔 하고, 민수와 효진은 결혼 생활 때문에 많은 불편함을 느낀다. 그러던 중 민수는 익명의 발신자로부터 효진이 동성애자이고 옆 집을 확인하라는 메시지를 받게 된다. 메시지를 보낸 사람을 알아낸 민수는 효진이 대학 시절부터 레즈비언으로 유명했다는 사실을 알게 되고, 병원에 효진에 대한 소문이 퍼져 자신을 바라보는 눈빛이 달라졌음을 깨닫는다. 궁지에 몰린 민수는 석에게 서둘러 외국으로 떠나자고 하지만, 석은 외국도 별 다를 것이 없으며 게이로 태어난 이상 이대로 당당하게 살아가는 것이 옳다는 생각을 밝히며 현실을 도피하려고 하는 민수를 질책한다. 민수는 커밍아웃에 대한 부정적인 생각을 밝히고 석에게 애원하지만, 석은 자신과 생각이 다른 민수에게 실망하고 집을 떠난다. 효진은 자신은 괜찮다고 말하며 민수에게 떳떳이 살아가라고 말한다.
괴로운 마음에 혼자서 술을 마시던 민수는 석이 전화를 받지 않자 티나에게 연락하고, 그와 함께 택시를 타고 집에 가던 중 자신들을 욕하는 택시 기사에게 화를 내고 내리게 된다. 티나의 집에서 민수는 자신이 게이인 것을 한탄하지만, 티나는 자신의 정체성에 대해 만족하고 지금이 자신의 황금기이며, 고향에 내려가면 누나에게 커밍아웃을 할 것이라고 밝힌다. 다음 날, 민수가 놓고 간 휴대폰을 돌려주려 밖을 나선 티나는 전 날의 호모포비아 택시 기사와 마주쳐 폭행을 당하게 되고, 이를 발견하고 다가오는 민수를 저지하려고 길로 뛰어들다가 교통사고를 당하게 된다. 분노한 민수는 택시 기사를 폭행하고, 병원에서 택시 기사가 진실을 말하지 않자 자신이 동성애자임을 밝히고 사건의 진실을 말한다. 티나의 죽음에 대해 죄책감을 느끼던 민수는 티나의 장례식장에서 석과 재회하고, 그에게 위로를 받고 다시 서로를 받아들이게 된다.
당당하게 커밍아웃을 한 민수와 석, 효진과 서영은 합동 결혼식을 열고, 가족이 모인 앞에서 G 보이스 공연을 펼치며 결혼식을 마친다. 이후 두 부부는 '또 하나의 지구'라는 이름의 요양원을 운영하며 살게 된다.

## 등장 인물
- 김동윤 : 민수 역
- 송용진 : 석 역
- 류현경 : 효진 역
- 정애연 : 서영 역
- 박정표 : 티나 역
- 박수영 : 왕언니 역
- 이승준 : 경남 역
- 김준범 : 주노 역
- 한승도 : 영길 역
- 장세현 : 익훈 역
- 최일화 : 민수 부 역 (특별출연)
- 신혜정 : 민수 모 역 (특별출연)
- 권해효 : 선배의사 역 (특별출연)
- 이문식 : 신부 역 (특별출연)
- 정인기 : 택시기사 역 (특별출연)
- 유연석 : 석동생 역 (특별출연)
- 신현실 : 송 간호사 역 (특별출연)
- 김혁 : 석의 예전남친 역 (특별출연)
- 이춘연 : 민수 외삼촌 역 (특별출연)

## 수상 내역
- 제 12회 서울국제여성영화제[4]
  - 극영화 피치&캐치 관객인기상 (김조광수)
  - 극영화 피치&캐치 아트레온상 (김조광수)